# Наґао Тамекаґе
Наґао Тамекаґе (*長尾 為景 бл. 1489 — 29 січня 1543) — середньовічний японський військовий та політичний діяч періоду Муроматі, даймьо.

## Життєпис
Походив з самурайського роду Наґао. Син Наґао Йосікаґе, 6-го голови клану Наґао в провінції Етіґо. Народився близько 1489 року. Замолоду розпочав військову діяльність. Досвід Тамекаґе набув, коли брав участь у військових походах Уесуґі Фусайосі (сюзерена роду Наґао з клану Яманогуті-Уесугі) проти родичів з клану Огігаяцу-Уесуґі під час конфлікту в 1500—1505 роках.
У жовтні 1506 року після смерті свого батька Наґао Тамекаґе став новим очільником роду Наґао. На думку деяких вчених, Наґао Тамекаґе став одним з перших даймьо з часу фактично розпаду єдиної держави (період Сенґоку). Спочатку зберігав вірність роду Уесуґі, завдяки чому стає сюго-дай (заступником) сюгю провінції Етіґо.
Надалі Наґао Тамекаґе виступив проти свого Уесуґі Фусайосі, прагнучи захопити провінцію Етіґо. Між ними сталося кілька битв. У 1507 році Тамекаґе опинився в облозі в Нісіхамі, але завдати поразки війська Фусайосі. Незабаром останній загинув під час битви з загонами секти Ікко-ікки. Наґао Тамекаґе виступив проти нового очільника клану Уесуґі — Сададзане та його брата Саданорі. В 1509 Тамекаґе у битві біля Ітібурі завдав поразки Уесуґі Саданорі.
Водночас Наґао Тамекаґе прагнув розширювати свої володіння в інших напрямках. У 1510 році він вступив у таємне листування з Дзінбо Нагакійо і Дзінбо Нагацуна, закликаючи їх повалити очільника свого роду Дзінбо Йосімуне і укласти союз із Наґао. Проте Дзінбо Йосімуне дізнався про підступи братів і наказав їх стратити. Проте Наґао Тамекаґе домігся не менш важливого, послабивши рід Дзінбо.
Невдовзі вступив у боротьбу з Уесуґі Акісада, канто канреєм і сюго провінцій Кодзуке і Мусасі. У 1510 році в союзі з Ходзьо Соуном здобув перемогу над Акісадою, який загинув. Протягом декількох років З Соуном захопив практично всі володіння роду Уесугі Акісади.
У грудні 1536 року Наґао Тамекаґе виступив проти ченців секти Ікко-ікки з провінції Каґа. Втім у битві при Сендаї він зазнав поразки й отримав важке поранення, навіть ширилися чутки про його загибель. 1540 року стає буддистським ченцем, передавши владу старшому синові Наґао Харукаґе.

## Родина
- Наґао Харукаґе (1509—1553), 8-й голова клану Наґао
- Куродо Каґеясу
- Наґао Каґефуса
- Уесуґі Кеншін